# Велоспорт на Всеафриканских играх 2003
Велоспорт на Всеафриканских играх 2003.

## Обзор
Соревнования прошли 14 и 15 октября 1999 года в Абудже, столице Нигерии. Программа Игр включала только дисциплины шоссейного велоспорта — групповую гонку и индивидуальную гонку с раздельным стартом. Было разыграно четыре комплекта медалей. По два среди мужчин и женщин.
По сравнению с предыдущими Играми программа соревнований в плане дисциплин осталась без изменений. Впервые на Играх приняли участие женщины которые соревновались в тех видах, что и мужчины. 
Всего медали завоевали представители пяти стран. Хозяева Игр взяли только одну золотую медаль. Представители ЮАР выиграли три четверти всех медалей как от всех разыгрывавшихся так и от золотых. 

## Медалисты

### Шоссе

#### Мужчины
| Дисциплина                                | Золото              | Серебро               | Бронза                           |
| ----------------------------------------- | ------------------- | --------------------- | -------------------------------- |
| Групповая гонка                           | Малькольм Ланге ЮАР | Джереми Мартенс ЮАР   | Карим Дали-Юсеф Алжир            |
| Индивидуальная гонка с раздельным стартом | Джереми Мартенс ЮАР | Эрик Хоффманн Намибия | Мэтью Хедсон Сейшельские Острова |

#### Женщины
| Дисциплина                                | Золото            | Серебро             | Бронза              |
| ----------------------------------------- | ----------------- | ------------------- | ------------------- |
| Групповая гонка                           | Эльза Карстен ЮАР | Анджела Конради ЮАР | Алти Пиенаар ЮАР    |
| Индивидуальная гонка с раздельным стартом | Эго Узохо Нигерия | Алти Пиенаар ЮАР    | Анджела Конради ЮАР |

## Медальный зачёт
*   Принимающая страна (Нигерия)
| Место          | Страна              | Золото | Серебро | Бронза | Всего |
| -------------- | ------------------- | ------ | ------- | ------ | ----- |
| 1              | ЮАР                 | 3      | 3       | 2      | 8     |
| 2              | Нигерия*            | 1      | 0       | 0      | 1     |
| 3              | Намибия             | 0      | 1       | 0      | 1     |
| 4              | Алжир               | 0      | 0       | 1      | 1     |
| 4              | Сейшельские Острова | 0      | 0       | 1      | 1     |
| Всего стран: 5 | Всего стран: 5      | 4      | 4       | 4      | 12    |